# Hiromichi Yahara
Hiromichi Yahara (jap. 八原博通 Yahara Hiromichi; ur. 12 października 1902 w prefekturze Tottori, zm. 7 maja 1981) – pułkownik japońskich sił lądowych.

## Kariera wojskowa
Po ukończeniu akademii wojskowej w 1923, Yahara został przydzielony do 54. Pułku Piechoty, a następnie w 1925 do 63. Pułku.
W 1926 wstąpił do Army War College, który ukończył w 1929 i powrócił do 63. Pułku.
W 1930 został przeniesiony do Departamentu Kadr Ministerstwa Wojny.
W 1933 został wysłany do USA w ramach wymiany osobowej. Odwiedził Wilmington, Delaware, Boston, Massachusetts, Waszyngton. Przez sześć miesięcy służył w 8. Pułku Piechoty w Fort Moultrie.
Po powrocie do Japonii w 1935 ponownie został przydzielony do Departamentu Kadr Ministerstwa Wojny, a w 1937 wyznaczony jako instruktor w Army War College. Spędził trzy miesiące w Chinach jako oficer sztabowy 2. Armii.
W 1938 po powrocie z Chin został ponownie instruktorem, a następnie w 1940 wysłany jako agent do Syjamu, Birmy i na Malaje. W lipcu 1941 otrzymał nominację na asystenta attaché wojskowego w Bangkoku. Uczestniczył tam w negocjacjach dotyczących pokojowej okupacji Syjamu.
W marcu 1944 został przeniesiony na Okinawę jako doradca ze sztabu generalnego. Służył tam jako starszy oficer sztabowy w kwaterze głównej 32. Armii.
W lipcu 1945 został schwytany przez armię amerykańską.